# Karnyothrips flavipes
Karnyothrips flavipes är en insektsart som först beskrevs av Jones 1912.  Karnyothrips flavipes ingår i släktet Karnyothrips och familjen rörtripsar. Inga underarter finns listade i Catalogue of Life.